# Hereditary
Hereditary (en Hispanoamérica, El legado del diablo) es una película de terror y suspenso psicológico estadounidense de 2018, escrita y dirigida por Ari Aster en su debut como director. Está protagonizada por Toni Collette, Alex Wolff, Milly Shapiro, Ann Dowd y Gabriel Byrne, y sigue a una familia que comienza a ser perseguida por una entidad sobrenatural tras la muerte de su abuela. La cinta se estrenó el 21 de enero de 2018 en el Festival de Cine de Sundance en la proyección de medianoche y se estrenó en Estados Unidos el 8 de junio de 2018. Fue aclamada tanto por críticos como por el público, quienes la calificaron de "verdaderamente inquietante en un nivel emocional".

## Argumento
Poco después de la muerte de Ellen Taper Leigh, la matriarca de la familia Graham, su hija Annie, una artista de miniaturas, junto a su esposo Steve, su hijo mayor Peter y su hija menor Charlie, asisten al servicio fúnebre, donde durante su discurso deja en evidencia su distante y disfuncional relación con su madre. Annie nota la presencia de varios extraños pero no le da importancia. Días después Annie frecuenta grupos de terapia para lidiar con el duelo a su manera y a espaldas de su familia, ya que le preocupa la influencia que tenía Ellen sobre Charlie, quien llega a confesarle que su abuela deseaba que ella fuera un varón.  
Peter, que quiere ir a una fiesta para divertirse con sus amigos, convence a su madre de darle permiso de ir pero con la condición de llevar a Charlie, muy a pesar de que ambos hermanos no quieren ir juntos. Una vez en la fiesta, Peter deja sola a Charlie para ir a drogarse con algunos de sus compañeros. No obstante, Charlie sufre de un shock anafiláctico cuando consume un pedazo de pastel con nueces y, debido a su alergia, comienza a asfixiarse, para la desesperación de su hermano, que se la lleva apresuradamente a un hospital cercano. Durante el viaje Charlie intenta respirar aire por la ventana, asomando su cabeza en el momento exacto en el que Peter tiene que eludir a un venado muerto en la carretera, lo que provoca que Charlie acabe decapitada al estrellar su cara contra un poste de luz.
Aún asustado y drogado, Peter decide dejar el cuerpo de su hermana muerta en el auto e irse a dormir a su cuarto. Para cuando el cuerpo es descubierto por Annie esto provoca una ruptura en la relación entre el adolescente y su madre, y en los posteriores meses pasan a tener confrontaciones constantes y a eludirse mutuamente. Al poco tiempo Annie conoce en una de sus reuniones a Joan, una mujer que perdió a su hijo y nieto hace poco,  por lo que se hacen muy cercanas cuando comparten sus experiencias. Peter, por otra parte, comienza a ver lo que él interpreta como el fantasma de Charlie en algunas partes de la casa, pero decide mantener en secreto lo ocurrido.
Algunos días después, Annie se encuentra con Joan nuevamente, quien le comparte que logró sanar de su duelo gracias a que realizó una sesión espiritista para contactar a los espíritus de su hijo y nieto. Ella invita a Annie a una de sus sesiones para demostrar que lo que dice es cierto. En la sesión Joan consigue que su nieto se comunique con ella al escribir sobre una pizarra. Influenciada por Joan, Annie decide realizar su propia sesión en su hogar forzando a Steve y a Peter de participar en ella, a pesar de que su esposo no le cree y de que Peter se muestra asustado. Durante la sesión Annie es presumiblemente poseída por el espíritu de Charlie, lo que provoca que Steve interrumpa la sesión para sacar a Annie del trance. Al día siguiente, Annie comienza a sentirse asediada por la presencia de Charlie, por lo que trata de contactar a Joan ignorando que la misma parece haberle lanzado un maleficio a su familia. Ella también trata de deshacerse de la libreta de Charlie, debido a que fue usada como conducto en la sesión, pero al intentar quemarla se percata de que ella también arde al mismo tiempo, por lo que guarda la libreta. Annie nota que uno de los tapetes de Joan es parecido a los que elaboraba su madre, por lo que ella vuelve a su hogar para compararlos con los de su madre, descubriendo, entre las cosas de Ellen, extraños símbolos, libros de ocultismo e incluso fotografías que revelan que Ellen era una practicante de brujería. Ella también explora el ático de la casa siguiendo un fétido olor, lo que la lleva a descubrir el decapitado cadáver de su madre rodeado de velas y debajo de un misterioso símbolo dibujado con sangre. 
Mientras tanto en la escuela, Peter, después de haber visto a Joan al otro lado de su escuela, sufre un ataque de pánico y se fractura su nariz al golpearse contra su pupitre en plena clase. Steve es notificado por la escuela, por lo que lleva a un inconsciente Peter a su hogar, donde son recibidos por una histérica Annie. Ella intenta explicarle a Steve sus descubrimientos y también le habla sobre un demonio llamado Paimon que es mencionado en los libros de su madre y que sospecha podría ser la entidad que los persigue y en especial a Peter, ya que se menciona que al demonio le gusta habitar en cuerpos masculinos. Annie lleva a Steve ante el cadáver de Ellen para probar lo que dice pero su esposo, en vez de creerle, la acusa de ser la responsable, revelándole que fue alertado por la policía de que la tumba de Ellen había sido saqueada hace unos días. Desesperada, Annie intenta quemar nuevamente la libreta de Charlie y, aún creyendo que esto acabaría con su vida, le suplica a Steve que la queme; pero, como él sigue rehusándose a creerle, Annie la empapa de líquido inflamable y la arroja a la chimenea, lo que provoca que Steve sea engullido por las llamas, mientras Annie es poseída.
Más tarde, Peter despierta y, tras explorar la casa, se encuentra con el cuerpo carbonizado de su padre y, luego, ve entre las sombras a un hombre desnudo viéndolo fijamente, antes de ser atacado por su ahora poseída madre. Peter se encierra en el ático, asustado, mientras le suplica perdón a su madre. Allí, nota una foto suya que está en una especie de ritual, mientras contempla cómo su madre se decapita a sí misma usando una cuerda de un piano al mismo tiempo que levita encima de él. Peter se da cuenta de la presencia de más gente desnuda en el ático, por lo que se arroja por la ventana completamente asustado. Poco después su cuerpo es poseído por el demonio Paimon y ve cómo el cuerpo decapitado de su madre levita hasta la casa del árbol de Charlie, por lo que la sigue mientras más miembros desnudos del aquelarre de Ellen se congregan alrededor de la residencia Graham. Dentro de la casa del árbol, Peter descubre a más miembros del aquelarre arrodillados ante él, incluyendo los cuerpos decapitados de su abuela y madre. Joan, que está entre los miembros, corona a Peter, refiriéndose a él como Paimon y exclamando que han corregido el error de Ellen de darle un cuerpo femenino (lo que quiere decir que Charlie era huésped de Paimon). Al final, ella y el resto de los miembros comienzan a venerarlo, gritando "salve Paimon".

## Reparto
- Toni Collette como Annie Graham, madre de Charlie y Peter, y esposa de Steve.
- Alex Wolff como Peter Graham, hermano de Charlie, e hijo de Annie y Steve.
- Milly Shapiro como Charlie Graham, hermana de Peter, e hija de Annie y Steve.
- Gabriel Byrne como Steve Graham, padre de Charlie y Peter, y esposo de Annie.
- Ann Dowd como Joan, conocida de Annie y miembro del culto a Paimon.

## Producción
Durante la preproducción, el escritor y director Ari Aster a menudo se refería a la película no como una película de terror sino como «una tragedia que se cuartea en una pesadilla». Las películas que influyeron en Aster en la creación de Hereditary incluyen Rosemary's Baby, Hagrico Begins, Don't Look Now, Carrie, Ordinary People y El cocinero, el ladrón, su mujer y su amante.
La película fue filmada en febrero de 2017 en Utah. Los exteriores de la casa de la familia Graham y la casa del árbol se tomaron en Salt Lake City, pero todos los interiores —incluidas las dos versiones de la casa del árbol— se construyeron desde cero en un escenario de sonido. Como cada una de las salas se construyó en un escenario, las paredes se podían quitar para filmar escenas a una distancia mucho mayor de lo que permitiría una ubicación práctica, creando la estética de una casa de muñecas.

## Estreno
La película fue estrenada en Estados Unidos por A24 el 8 de junio de 2018. Fue distribuida en el Reino Unido por Entertainment Film Distributors el 15 de junio de 2018.
El tráiler oficial de la película se publicó el 30 de enero de 2018. Hubo un incidente en Innaloo, Australia Occidental, cuando en el día de Anzac, el tráiler de Hereditary se mostró antes de la película familiar Peter Rabbit, lo que provocó pánico en al menos 40 niños.

## Recepción

### Taquilla
En Estados Unidos y Canadá, Hereditary fue estrenada junto con Ocean's 8 y Hotel Artemis, y originalmente se proyectó que recaudaría entre $5 y 9 millones de dólares en 2964 salas de cine en su fin de semana de apertura. Sin embargo, después de obtener $1.3 millones de las vistas previas del jueves por la noche, las estimaciones del fin de semana aumentaron a $12 millones de dólares.

### Respuesta crítica
Hereditary recibió reseñas positivas de parte de la crítica y de la audiencia. En el sitio web especializado Rotten Tomatoes, la película obtuvo un puntaje de aprobación del 89 %, sobre la base de 298 reseñas, y una calificación promedio de 8.6 sobre 10. El consenso crítico del sitio dice: «Hereditary usa su ubicación clásica como el marco para una película de terror desgarradora y tremendamente inquietante, cuyo toque frío persiste mucho más allá de los créditos finales». Por parte de la audiencia tuvo una aprobación del 64 %, basada en 2711 votos, con una calificación de 3.5 sobre 5.
En el sitio web Metacritic, que asigna una calificación normalizada a las reseñas, la película tiene una puntuación promedio ponderada de 87 sobre 100, basada en 42 reseñas, lo que indica «aclamación universal». Las audiencias encuestadas por CinemaScore le dieron a la película una D+ en una escala de A+ a F.